# Municipio de Buckhorn (condado de Sevier)
El municipio de Buckhorn (en inglés: Buckhorn Township) es un municipio ubicado en el condado de Sevier en el estado estadounidense de Arkansas. En el año 2010 tenía una población de 110 habitantes y una densidad poblacional de 2,93 personas por km².

## Geografía
El municipio de Buckhorn se encuentra ubicado en las coordenadas 33°58′4″N 94°26′30″O / 33.96778, -94.44167. Según la Oficina del Censo de los Estados Unidos, el municipio tiene una superficie total de 37.53 km², de la cual 37,12 km² corresponden a tierra firme y (1,08 %) 0,41 km² es agua.

## Demografía
Según el censo de 2010, había 110 personas residiendo en el municipio de Buckhorn. La densidad de población era de 2,93 hab./km². De los 110 habitantes, el municipio de Buckhorn estaba compuesto por el 88,18 % blancos, el 1,82 % eran amerindios, el 8,18 % eran de otras razas y el 1,82 % eran de una mezcla de razas. Del total de la población el 8,18 % eran hispanos o latinos de cualquier raza.